# مرسوم استقلال ليتوانيا

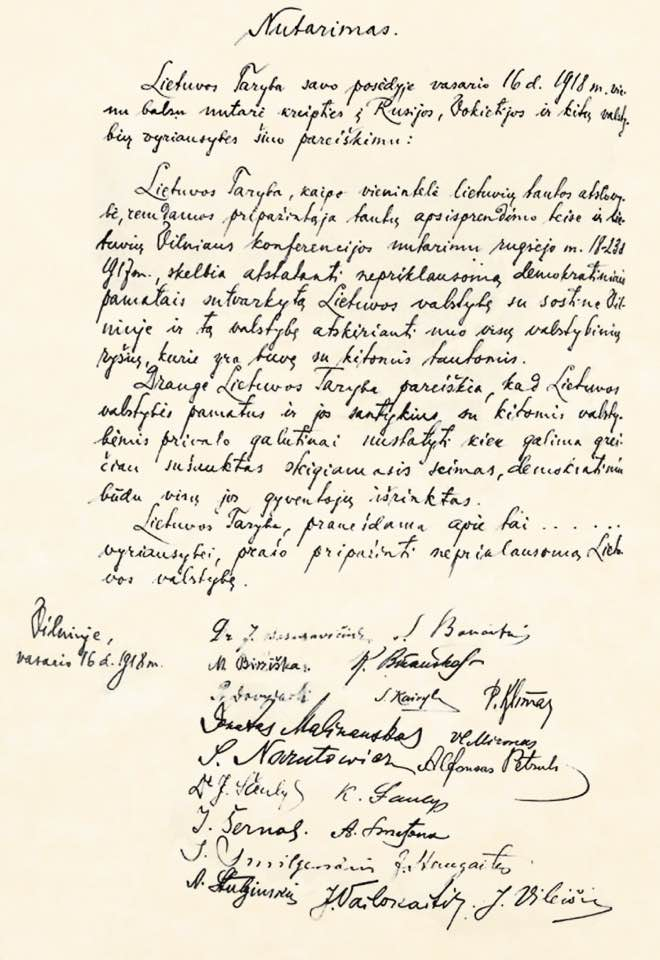
النسخة الأصليّة المكتوبة بخط اليد لمرسوم استقلال ليتوانيا

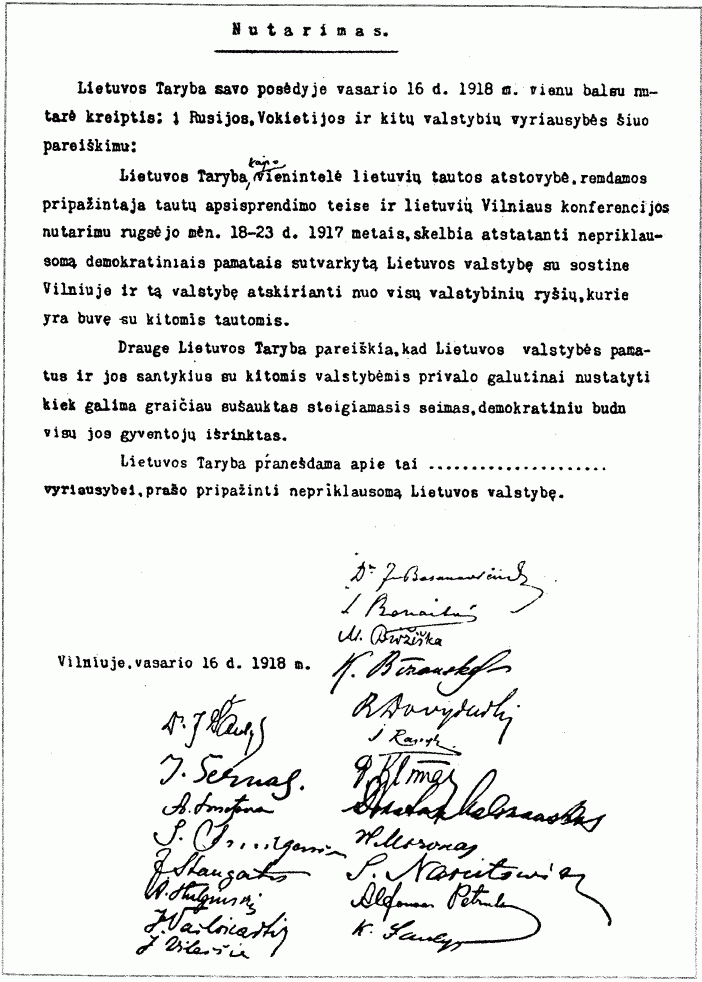
نسخة طبق الأصل من مرسوم 16 فبراير

مرسوم استقلال ليتوانيا (بالليتوانية: Lietuvos Valstybės atkūrimo aktas)، أو مرسوم 16 فبراير أُبرم في مجلس ليتوانيا يوم 16 فبراير من عام 1918، معلِنًا رد ليتوانيا إلى وضعها المستقل، محكومة بمبادئ الديمقراطية، وعاصمتها فيلنيوس. وقّع المرسومَ جميعُ الممثِّلين العشرين للمجلس، الذي كان يرأسه يوناس باسانافتشوس. كان مرسوم 16 فبراير نتاج سلسلة من قرارات اتُّخذت بخصوص هذه القضية، منها واحد صدر في مؤتمر فيلنيوس ومرسوم 8 يناير. كان السبيل إلى المرسوم طويلًا معقدًا، لأن الإمبراطورية الألمانية لجأت إلى الضغط على المجلس لتشكيل تحالف. كان على المجلس أن يلجأ إلى المناورة بعناية، ما بين الألمانيين الذين كانت قواتهم ماكثة في ليتوانيا بالفعل، ومطالب الشعب الليتواني.
كانت الآثار الفورية لإعلان إعادة الاستقلال إلى ليتوانيا محدودة. حظرت السلطات الألمانية نشر المرسوم، فطُبع ووُزع بصورة غير قانونية. أُعيقت جهود المجلس، وظل الألمانيون يسيطرون على ليتوانيا. لم يتغير الوضع إلا عندما خسرت ألمانيا في الحرب العالمية الأولى في خريف عام 1918. في شهر نوفمبر عام 1918 تشكل أول مجلس وزراء في ليتوانيا، وصارت منطقة ليتوانيا في قبضة مجلس ليتوانيا وتحت حكمه. صارت استقلالية ليتوانيا واقعًا مفروضًا، على الرغم من أنها بُعَيد ذلك كان عليها أن تخوض حروب الاستقلال الليتوانية.
المرسوم الموجز هو أساس وجود ليتوانيا الحديثة، سواء في فترة ما بين الحربين العالميتين، أم فيما بعد عام 1990. شكّل المرسوم أساسًا للمبادئ الدستورية التي قامت عليها –وما زالت قائمة عليها– جميع دساتير ليتوانيا. المرسوم في حد ذاته كان عنصرًا أساسيًّا في رد الاستقلال إلى ليتوانيا في عام 1990. شددت ليتوانيا عند انفصالها عن الاتحاد السوفييتي على أنها لا تفعل إلا مجرد استرداد حالة الاستقلال التي كانت تتمتع بها قبل الحربين العالميتين، وأن المرسوم لم يَسقط مفعوله القانوني قط.
في يوم 29 من مارس عام 2017 عُثر على الوثيقة الأصلية في السجل الدبلوماسي في برلين بألمانيا.

## مجلس ليتوانيا والخلفية التاريخية
تمتعت ليتوانيا باستقلالية منذ أمد بعيد يمتد قرونًا، ويرجع إلى تتويج ميندوغاس ملكًا لِليتوانيا.
بعد التقاسم الأخير للكومنولث البولندي الليتواني في عام 1795، ضمت الإمبراطورية الروسية ليتوانيا إليها. في القرن التاسع عشر حاول كل من الليتوانيين والبولنديين استرداد الاستقلال. صحيح أن الليتوانيين تمردوا في انتفاضة نوفمبر عام 1830 وانتفاضة يناير عام 1863، لكن فرصتهم الحقيقية الأولى لم تسنح إلا عندما أنهكت الحرب العالمية الأولى قوى كل من روسيا وألمانيا.